# State of Mind – Der Kampf des Dr. Stone
State of Mind – Der Kampf des Dr. Stone (Originaltitel: Three Christs) ist ein Filmdrama von Jon Avnet, das im September 2017 beim Toronto International Film Festival seine Premiere feierte und am 10. Januar 2020 in die US-Kinos kam.

## Handlung
Dr. Alan Stone, ein fortschrittlicher und idealistischer Psychologe, verlässt 1954 eine New Yorker Universität, um in der staatlichen Nervenheilanstalt in Ypsilanti direkt mit Patienten arbeiten zu können. Stone, dessen Schwerpunkt auf schizophrenen Patienten liegt, gilt als Kritiker weiter Teile des Systems. In den 1950er-Jahren wurden Menschen mit psychologischen Krankheiten in Einrichtungen meist nur verwahrt und bei Bedarf ruhig gestellt. Gängig waren Behandlungen mit Insulinschocktherapie und die Anwendung von Elektroschocks, während Gesprächstherapien nur eine Randerscheinung waren.
In Ypsilanti trifft Stone auf zwei Patienten, die sich beide für Jesus Christus halten: den kleinwüchsigen Intellektuellen Joseph Cassell und den bärbeißigen Clyde Benson. Aus diesem Zufall heraus entwickelt der Psychologe ein Format der Gruppen-Gesprächstherapie. Er lässt einen weiteren Patienten nach Ypsilanti verlegen, der sich ebenfalls für Christus hält, Leon Garbor, und bringt die drei Männer zusammen, um ihr Verhalten zu studieren. Dabei findet er heraus, dass die Probleme der drei völlig unterschiedlich gelagert sind. Garbor litt Zeit seines Lebens unter seiner zutiefst religiösen Mutter, zudem traumatisierte ihn die mehrfache Vergewaltigung durch einen Mann, der er als Soldat ausgesetzt gewesen war. Benson verkraftete den Tod seiner geliebten Frau an einer Abtreibung nicht. Cassell neigt zu Zornesausbrüchen. Einmal in die Anstalt eingeliefert, wurde er immer wieder mit Elektroschocks ruhig gestellt, vor denen er in der Folge eine große Furcht entwickelt hat, weil er um seinen Verstand fürchtet. Entgegen der Skepsis vieler Kollegen, unter anderem des Leiters der Anstalt, Dr. Orbus, fährt Stone einen anderen Kurs und verzichtet beispielsweise komplett auf physische Bestrafungen. Tatsächlich gelingt es ihm, zu den Patienten durchzudringen, indem er mit ihnen spricht und ihnen Briefe schreibt.
Als er es mit dem neuen Ansatz auf die Titelseite einer Fachzeitschrift schafft, erweckt das den Neid von Dr. Orbus, der an dem Ruhm teilhaben will und fortan drängt, in die Behandlung eingebunden zu werden. Da Stone reserviert auf die offensichtliche Geltungssucht von Orbus reagiert, umgeht letzterer den Kollegen schließlich und lässt Cassell allein zum Gespräch in sein Büro bringen. Dabei wird enthüllt, dass Stone die Briefe an Cassell in Orbus' Namen geschrieben hat, da der Anstaltsleiter diese Aufgabe ursprünglich abgelehnt hatte. Cassell fühlt sich von Stone betrogen und von Orbus hingehalten. Trotz guter Führung sieht er seine Hoffnung auf eine Entlassung verschwinden. Aus Wut über diese Erkenntnis wird er wieder ausfällig, weswegen Orbus erneute Elektroschocks für ihn anordnet. Stone eilt herbei und versucht das zu unterbinden, kann aber die Schocks letztlich nicht verhindern. Im Gerangel mit einem anderen Arzt verletzt er diesen und sich. Daraufhin lässt ihn Orbus der Anstalt verweisen.
Orbus übernimmt daraufhin dessen Patienten. Cassell aber, der mitbekommen hat, dass Stone ihn retten wollte und auch, dass dieser anschließend verschwand, hat kein Vertrauen mehr zu Orbus. Er sieht sich in dessen Gewalt und glaubt an ein weiteres langes Siechtum. Bei einem Gespräch im Glockenturm der Kapelle mit Orbus springt er schließlich aus dem Fenster und stirbt beim Aufprall auf den Boden.
In der späteren Anhörung, beschuldigt Stone Orbus, mit fahrlässigen Entscheidungen Cassells Tod begünstigt zu haben. Zudem entschlüsselt er Cassells letzte Worte, wonach der nicht nur Selbstmord beging, um frei zu sein, sondern vor allem sein Leben hingab, um dadurch die Sünden von Orbus zu rechtfertigen, wie Jesus die Sünden der Menschheit. Die Anhörung endet damit, dass Stone entlassen wird. Er erhält aber die Erlaubnis und die Mittel, seine Studie einschließlich der beiden übrigen Patienten in New York fortzusetzen. Orbus dagegen bleibt zwar formal auf seinem Posten, allerdings ohne Entscheidungsbefugnisse bis zu seinem Ruhestand. Der Film schließt mit einem Resümee. Zwar habe sich Stones Therapieansatz letztlich nicht als durchschlagend erwiesen, aber ihm selbst hätte er geholfen. In der letzten Szene nimmt Stone den Platz des toten Cassells am Kartentisch mit den beiden Jesus’ ein.

## Vorlage
Der Film basiert auf der psychologischen Fallstudie The Three Christs of Ypsilanti von Milton Rokeach aus dem Jahr 1964. Das Buch wurde außerdem bereits für ein Drehbuch, ein Theaterstück und zwei Opern adaptiert.
Die im Film dargestellten Therapieansätze folgen den Schilderungen aus Milton Rokeachs Studie. Hinsichtlich der Nebenhandlungen weicht der Film aber teils erheblich von den realen Begebenheiten ab. Beispielsweise beging Joseph Cassel keinen Selbstmord. Er starb 1976 in der Anstalt in Ypsilanti, in der er letztlich sein halbes Leben verbracht hatte.

## Veröffentlichungen
Der Film wurde in Deutschland nicht als DVD veröffentlicht, ist aber via Streaming verfügbar.